# Атока (Оклахома)
Атока (англ. Atoka) — город в округе Атока, штат Оклахома, США. Центр округа.

## История
Индейцы населяли эту местность с 1830-х годов, а возможно и в более ранние годы. Основан город был индейцами Чокто в 1850-е годы и назван в 1867 году баптистским миссионером по имени одного из вождей.
В 1872 году в этой местности прошла железная дорога Missouri–Kansas–Texas Railroad и это сразу дало импульс к развитию экономики города.

## География
Общая площадь города 22,1 км², из них 21,6 км² земель и 0,4 км² вода.

## Демография
По данным переписи населения США на 2010 год численность населения города Атока составляла 3107 человек. Плотность населения составляла 137 человек на км², плотность размещения жилья — 68,7 на км². Расовый состав: 72,86 % белые, 0,27 % азиаты, 11,51 % чернокожие, 10,27 % коренных американцев, 0,1 % другие расы, 4,99 % потомки двух и более рас.
Медианный доход на одно домашнее хозяйство в городе составлял $18361, доход на семью $22344. У мужчин средний доход $25431, а у женщин $19495. Средний доход на душу населения $12017. 19,1 % семей или 25,3 % населения находились ниже порога бедности, в том числе 34,9 % молодёжи младше 18 лет и 17,8 % взрослых в возрасте старше 65 лет.

## Экономика
В XIX веке экономика города была основана на изготовлении изделий из дерева. Вокруг были богатые лиственные леса, местная лесопилка имела достаточное количество воды для обеспечения работы станков. Появление железной дороги делало удобным вывоз изделий.
В начале XX века в окрестностях стало развиваться скотоводство и земледелие.
В нынешнее время городу дают доход предприятия торговли и общественного питания. Также город является популярным среди охотников и рыболовов, туристов.